# Jakub Bek

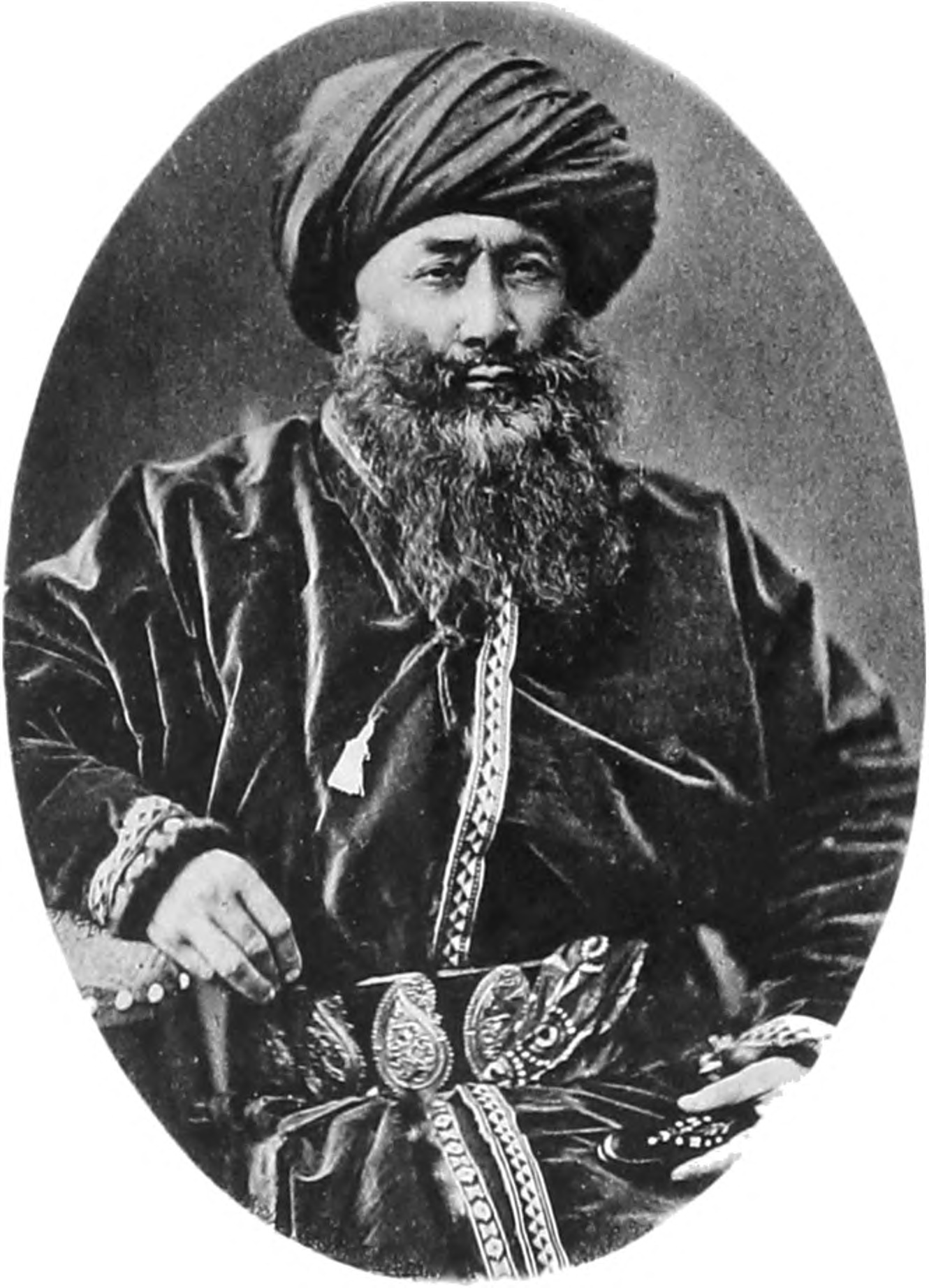
Jakub Beg in einem Buch von 1898

Nächtliches Gespräch mit Jakub Beg von Kashgarien, 1868

Jakub Bek (oft auch Jakub Beg, eigentlich Jakub Mohammedbek Badaulet, usbekisch Ya’qub-bek, uigurisch ياقۇپ بېك, chinesisch 阿古柏, englisch Yakoob Beg, Yakub Beg oder Jakoob Beg; * 1820 oder 1826/1827 in Piskent nahe dem heutigen Taschkent; † 16. Mai oder 31. Mai 1877 in Korla) war ein zentralasiatischer Warlord und Emir von Kaschgarien.

## Biografie
Jakub Bek war militärischer Befehlshaber des Khans von Kokand, eines Vasallen Chinas. Er wurde 1851 Kommandant der Festung Akmetschet (auch Ak Meschet, später Fort-Perowski und Perowsk, seit 1925 Kysyl-Orda). Dabei kam er – möglicherweise angesichts der russischen Eroberung der Festung 1853 – in Konflikt mit dem Khan Hudayar (reg. 1845–1858, 1862/63 und 1866–1875). Er wurde in dessen Machtkämpfe hineingezogen und musste vorübergehend nach Buchara fliehen.
Nach seiner Rückkehr  nahm er 1864  an der Verteidigung der Festung Taschkent gegen die Russen unter General Michail Grigorjewitsch Tschernjajew teil.
Schließlich wollten ihn der Khan bzw. sein Regent Alim-qul loswerden und befahlen ihm Anfang 1865, sich dem Gefolge des Makhdumzada-Hodschas Buzurg Khan anzuschließen. Dieser nutzte einen Aufstand der Dunganen (in Gansu seit 1862) gegen Qing-China aus, um aus seinem Kokander Exil nach Kaschgar zurückzukehren und die verbliebenen chinesischen Stützpunkte sowie andere Rivalen zu beseitigen. Jakub Bek wurde der Militärbefehlshaber des Hodschas.
Nach der Absetzung seines Dienstherrn 1867 setzte er sich selbst als Emir von Kaschgar bzw. des Reichs von Jetti-Schahr ein und sammelte eine große Zahl unzufriedener oder bereits aufständischer Muslime um sich (Dunganen, Uiguren, Kirgisen, Kokander u. a.). Er überwand zwei Rivalen in Aksu/Kutscha bzw. in Jarkent und erklärte den Glaubenskrieg gegen den Dunganen-Führer T'o Ming (zwar auch ein Sunnit, aber keine hanafitische Rechtsschule). Bis Dezember 1870 überspielte er T'o Ming und besetzte dessen Land (Karaschahr, Turpan und Ürümqi, wobei Ürümqi 1872 erneut rebellierte).
Bis 1873 erkannte Jakub Bek auf seinen Münzen durch die Verwendung des Namens Molla Khans (reg. 1858–1862) noch formal die Oberhoheit Kokands an, dann verwendete er den Namen des Osmanensultans Abdülaziz (reg. 1861–1876), der ihn als Emir anerkannte. Er nannte sich 'Emir von Kaschgarien'.
Jakub Bek führte die Titel Atalik Ghasi (Vater und Glaubenskrieger) und Badaulet (Liebling des Schicksals). Seine Regierung war in hohem Maße autokratisch und von den Traditionen der Hodschas vergangener Jahrhunderte geprägt. Da ihm klar war, dass er ohne Kontakte zum Ausland nicht bestehen konnte, versuchte er in Istanbul Unterstützung zu finden und schloss Verträge mit Russland (1872) und Großbritannien (1874), beides Rivalen im Great Game um Zentralasien. Russland bzw. General Kaufmann war von seinem Aufstieg bzw. seiner möglichen Unterstützung durch Großbritannien beunruhigt und besetzte 1871 vorsorglich die Region Kuldscha, damit sie nicht in seine Hände fiel.
Angesichts der gut vorbereiteten chinesischen Offensive unter General Tso Tsung-t'ang (左宗棠) versuchte er unter britischer Vermittlung über einen Vasallenstatus zu verhandeln. Doch Tso Tsung-t'angs Truppen drangen schneller vor als die Verhandlungen gediehen und entrissen ihm im Sommer und Herbst 1876 den östlichen Teil seiner Besitzungen um Ürümqi und Manas.
Nachdem im Frühjahr 1877 auch Turpan und Toksun der fortgesetzten chinesischen Offensive unterlagen, zog sich Jakub Bek nach Korla zurück und wurde dort am 16. (31.?) Mai 1877 von einem Hofbeamten ermordet (nach Brockhaus 1894), andere Quellen nennen einen Tod durch Selbstmord (Encyclopaedia Britannica). Sein Scheitern lag u. a. auch daran, dass sich die Dunganen mit seiner Herrschaft schwer taten und desertierten, während sich die Chinesen aus taktischen Gründen um eine gute Behandlung der Leute bemühten. Jakub Beks Söhne waren sich nicht einig, setzten den Kampf aber fort. Im Dezember 1877 fiel Kaschgar, im Januar 1878 Hotan und damit war sein Reich beseitigt.